# Zeitschrift für Kanada-Studien
Die Zeitschrift für Kanada-Studien ist die 1981 gegründete Fachzeitschrift der Gesellschaft für Kanada-Studien. Sie erscheint jährlich auf Deutsch, Englisch und Französisch beim Wißner-Verlag in Augsburg.
Die Zeitschrift reflektiert die kanadistische Forschung im deutschsprachigen Raum. Seit 2005 werden ihre Aufsätze einem anonymen Begutachtungsverfahren unterzogen. 2015 waren die Herausgeber Katja Sarkowsky (Universität Münster), Martin Thunert (Universität Heidelberg) und Doris G. Eibl (Universität Innsbruck), 2023 waren dies Maria Löschnigg, Andrea Strutz (beide Graz) und Alex Demeulenaere (Metz).
Die Zeitschrift steht in älteren Ausgaben sowie mit allen Buch-Rezensionen online zur Verfügung.